# ゼネラル・エレクトリック F414

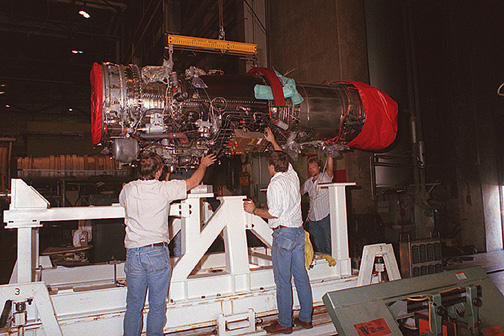
F414-400

ゼネラル・エレクトリック F414は、スタティクス・スラスト (85 kN) クラスのアフターバーナー付ターボファンエンジン。好評であったF404を基にGE・アビエーションで開発された。2010年までに1,000基以上のF414エンジンが配備され、総飛行時間は100万時間を突破している。

## 設計と開発

### 起源
GEはA-12 アベンジャー II向けにF404を発展させたF412を開発していた。アベンジャー IIがキャンセルされたためF412エンジンの開発も中止されたが、GEはA-12のキャンセル後も研究を続け、F/A-18E/FのF414開発へと引き継がれた。
F414は新型エンジンを開発するより低リスク・低コストとされた。F414はF404と同じ大きさかつ10パーセントの出力増加を目標に設計された。F/A-18E/F スーパーホーネットが長期に渡る寿命のなかで、新たな役割と刻々と変わる環境の変化に対応できるようにするためであった。開発に当たってはリスクを少しでも下げるためF404に使用されていない素材や技術は使用しないことが計画されていた。
F414にはF412のコアと全自動化デジタルエンジンコントロール (FADEC)、ATFの試作競争で開発されたYF120の低圧圧縮システムが使用され、従来のF/A-18 ホーネットに搭載されていたF404よりも35%増しの出力を発揮できた。ファンはF404より13cm延長されたが、F412よりは小さく抑えられ、排気流量は16%増加した。F404と同じ大きさを維持するためアフターバーナー部は10cm、燃焼器は2.5cm短縮された。高圧圧縮機のファンにはブリスクを採用し、23kgの軽量化を実現した。さらに、アフターバーナー部の制御に独立した油圧システムではなく、燃料を使用することで軽量化と構造簡易化を図った。

### 発展
F414は改良が続けられている。GEは、2009年までアメリカ海軍のSFCデモンストレーターエンジンの契約に基づき先進的なコアを使用したF414-EDEの開発およびテストを実施しており、15%の推力増加あるいは長寿命を確保できるとしている。EDEは先進的な高圧タービンを採用して圧縮機の段数は6段となっており、従来より圧縮機の効率が3%向上している。新しい高圧タービンには、新しい素材およびブレード冷却システムが使用されており、タービンの温度は66℃上昇するとしている。また、EDEはFOD（Foreign Object Damage）に対する耐性や燃焼速度を低下させる設計が行われている。また、EDEプログラムは、先進的な2段のブレード・ディスク（ブリスク）ファンのテストを継続して行っており、最初のブリスクファンは従来の方法を用いて製造したが、将来的にはコスト削減のため線形摩擦圧接を用いて製造するとしている。
GEはまた、ホットセクションの耐久性を3倍にし、推力を20%向上させた最新型を提案している。これはEPEと呼ばれており、開発費の一部は統合高性能タービン技術プログラムを通じて供給された。
その他のF414の改良には、機械的またはフルイディックシェブロンノズルを使用してF404時代から悪評を買っていたエンジンの騒音を減らす研究と、新しい渦停留型燃焼器でNOx排出量を削減する研究が含まれている。シェブロンノズルは、流れの遅いバイパス流と流れが速く熱いコア排気を素早く混合することにより、エンジン騒音を減少させる効果がある。機械的なシェブロンノズルはノコギリ型の切り欠きをノズルに設けるもので、B787などにも採用されている。2010年にテストされた内容によれば、機械的シェブロンノズルを装備した場合に3デシベルの騒音軽減効果があったとされている。これに対してフルイディックシェブロンノズルは、排気に細いジェット噴流をぶつけることによって同様の効果を得るものである。また新しい燃焼器は、酸素を高い割合で燃焼することで希薄燃焼とし、燃焼温度を下げることで酸素と窒素との結合を抑え窒素酸化物を減らす。
2010年からは空軍研究所との可変サイクルエンジン開発の一環としてセラミック・マトリックス複合材料（CMC）製の低圧タービンブレードの搭載試験などが行われており、2015年に運転試験に成功した。CMCを動翼に用いての運転は世界初である。テストにおいてCMC製タービンブレードは内部の回転ストレスや熱に十分耐えることを証明した。CMC製タービンブレードは従来のニッケル合金と比べ重量が1/3で、ディスク、ベアリングや他の部品の薄型軽量化が可能で耐熱性も高く、フィルム冷却を必要としないため燃焼効率の向上にも貢献するとされている。
2011年のエアロインディアでボーイングが発表した資料によると、最終的には推力を130kN（F-15、F-16などに採用されている大型のF100-PW-229に匹敵する値）まで上げる予定であるとされている。

## 型式及び搭載機
F414-GE-400
基本型。
- F/A-18E/F スーパーホーネット
- EA-18G グラウラー
- F-117N シーホーク(計画のみ)

F414-EDE
EDEは高圧タービン（HPT）および高圧圧縮機（HPC）を改良した型式で、Enhanced Durability Engine（耐久性強化エンジン）の略。既存のF414-400のアップグレード用として提案されている。
高圧タービンは従来よりわずかながら高温に耐えられるようデザインが変更され、高圧圧縮機も空気力学に沿ったものとなり段数が7段から6段に変更された。これにより燃料消費率が2%減少している。
F414-EPE
新型のエンジンコアやエンジンファン及びコンプレッサーを採用した型式。EPEはEnhanced Performance Engine（性能強化エンジン）の略。
推力は20%増加して26,400lbf（120kN）となり、推力重量比は11:1となった。
- アドバンスド スーパーホーネット(予定)

F414M
マコに搭載される予定であった型。ドライ推力12,500 lbf (55.6 kN)・アフターバーナー推力16,850 lbf (75.0 kN)と、練習機向けにF414シリーズの中では推力を抑えている。
韓国のT-50用としても提案されていたが、のちに、同等の推力を発揮する旧型のF404の提示によって取って代わられている。
- マコ

F414G
グリペンDemo用。単発機のグリペンで使用するため、若干の改修が施されている。アフターバーナー推力22,000lbf（98kN）。グリペンDemoはこのエンジンを搭載し、アフターバーナーなしでのスーパークルーズを行い、M1.2を達成した。
- グリペン Demo

F414-GE-INS6
インド空軍のテジャスMk.II用。高圧圧縮機は6段で新型FADECを採用している。アフターバーナ推力22,000lbf（98kN）。
2010年10月に発注され2013年までに99基が輸出された。
- テジャス Mk.II

F414-GE-39E
グリペンNG(JAS39E/F)用。グリペンDemoに用いられたF414Gを、さらに改良したもの。
- グリペン NG

F414-GE-400K
KAIが開発中のKF-21用。量産機では韓国のハンファ・エアロスペースで製造予定。
- KF-21

F414BJ
ダッソー ファルコン超音速ビジネスジェット機用に提案されたもの。推力は12,000 lbf (53 kN)。

## 性能（F414-GE-400）
- 形式 アフターバーナー付きターボファンエンジン
- 長さ 3,912 mm (154 in)
- 直径 889 mm (35 in)
- 乾燥重量 1,110 kg (2,445 lb)
- 圧縮機 3枚のファン及び7段の軸流圧縮機
- 燃焼器 アニュラ型
- タービン 1段高圧、1段低圧タービン
- 推力
  - 62.3 kN (14,000 lbf)　ドライ推力
  - 98 kN (22,000 lbf) アフターバーナー使用
- バイパス比 0.25:1
- 全圧縮比 30:1
- 推力重量比 9:1